# Dubautia plantaginea
Dubautia plantaginea  Gaudich. è una pianta della famiglia delle Asteracee, endemica delle isole Hawaii.

## Distribuzione e habitat
La specie è presente su tutte e sei le isole principali dell'arcipelago delle Hawaii (Kauai, Oahu, Molokai, Lanai, Maui e Hawaii). Popola ambienti con precipitazioni annue tra 75 e 760 cm, ad altitudini comprese tra 300 e 2100 m.

## Tassonomia
Sono note 3 sottospecie:
- D. plantaginea subsp. plantaginea Gaudich.
- D. plantaginea subsp. humilis G.D.Carr
- D. plantaginea subsp. magnifolia (Sherff) G.D.Carr